# On the High Seas (film 1922)
On the High Seas è un film muto del 1922 diretto da Irvin Willat. Interpretato da Jack Holt e Dorothy Dalton, è un film di avventure marinaresche di genere mélo tratto da una storia di Edward Sheldon, noto commediografo dei primi anni del Novecento americano.

## Trama
Costretti ad abbandonare la nave in fiamme,  Leone Deveraux, Jim Dorn e Joe Polack vanno alla deriva per tre giorni prima di riuscire a salvarsi salendo sul relitto di un battello.

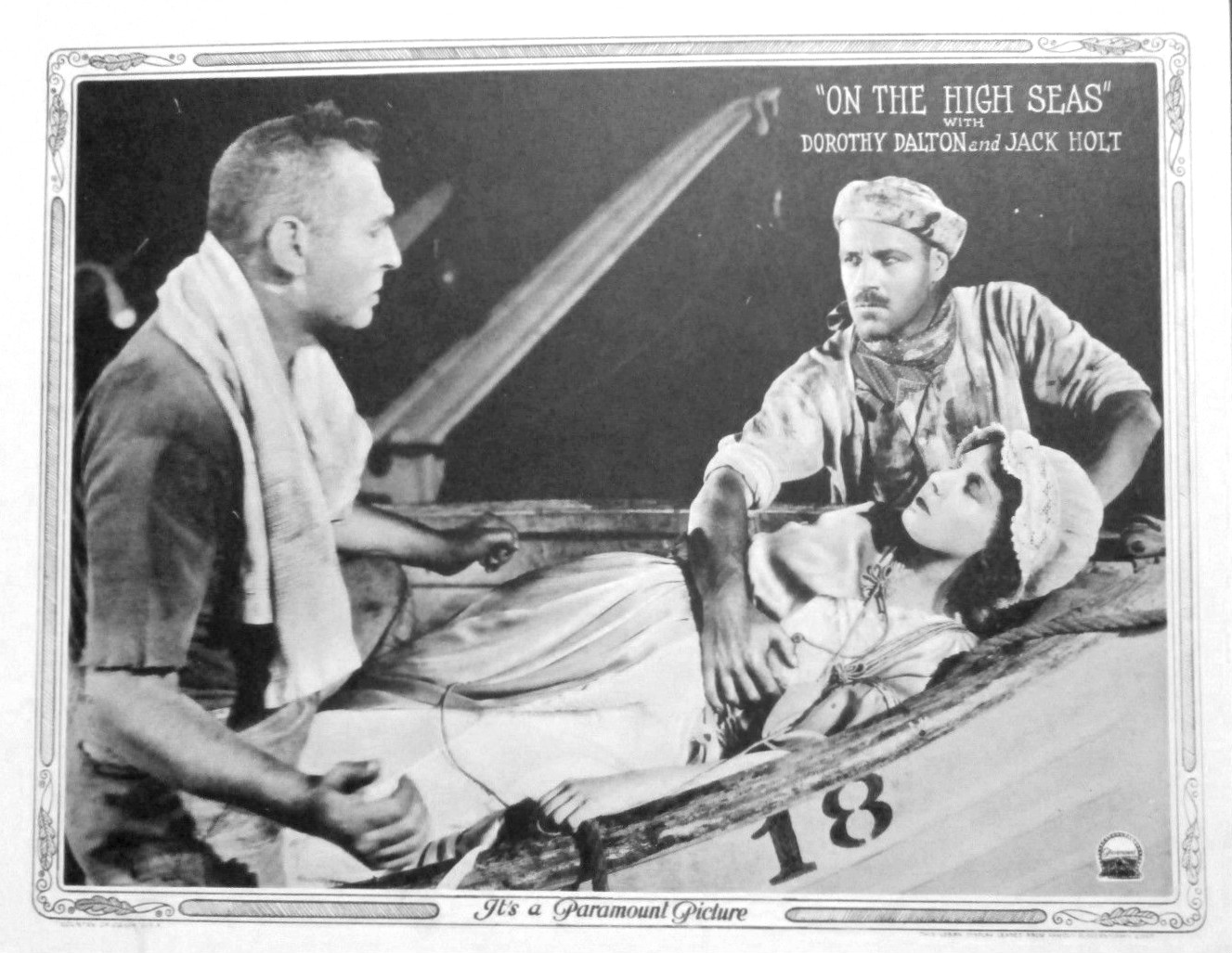
Mitchell Lewis, Dorothy Dalton e Jack Holt

 Lì, Leone viene aggredita da Joe, ma Jim corre in suo aiuto e la salva. Innamorato della donna, le dichiara il suo amore ma lei, quando finalmente vengono soccorsi da una nave da guerra, credendo che lui appartenga a un ceto sociale più basso del suo, lo lascia per tornare alla sua ricca famiglia e al fidanzato, Harold Van Allen. 
Jim, però, non demorde: proprio quando Leone è sul punto di sposare Van Allen, lui la rapisce e poi le rivela di essere il figlio e l'erede di un'importante famiglia della buona società.

## Produzione
Il film fu prodotto dalla Famous Players-Lasky Corporation.

## Distribuzione
Venne registrato dalla Famous Players-Lasky Corp. con il numero di copyright LP18331 l'11 ottobre 1922.
Distribuito dalla Paramount Pictures e presentato da Adolph Zukor, il film uscì nelle sale cinematografiche USA il 5 novembre 1922, dopo essere stato presentato in prima a Los Angeles il 17 settembre 1922.